# Osmar Bravo
Osmar Bravo Amador (ur. 1 listopada 1984) – nikaraguański bokser, olimpijczyk z Londynu.

## Kariera
- 2009 - Mistrzostwa Ameryki Środkowej - 3 miejsce
- 2010 - Igrzyska Ameryki Środkowej - 3 miejsce
- 2010 - Mistrzostwa Ameryki Środkowej - 2 miejsce
- 2012 - Mistrzostwa Nikaragui - 1 miejsce[2]

## Igrzyska olimpijskie
W 2012 reprezentował swój kraj na igrzyskach w Londynie - w 1/8 finału przegrał z Ołeksandrem Hwozdykiem.